# Carl Friedrich Leopold von Gerlach
Carl/Karl Friedrich Leopold von Gerlach (ur. 25 sierpnia 1757 w Berlinie, zm. 8 czerwca 1813 tamże) – niemiecki prawnik, prezydent królewsko-pruskiej kamery wojny i domen Kurmarchii, pierwszy nadburmistrz Berlina po wprowadzeniu nowego prawa miejskiego w 1808 roku.

## Życiorys
Ojcem Carla Friedricha Leopolda był Friedrich Wilhelm von Gerlach – radca kamery wojny i domen Kurmarchii. Od 1766 roku nauki pobierał w szkole przykatedralnej w Halberstadt. W 1772 roku wstąpił na Uniwersytet w Getyndze, gdzie studiował prawo przez następne dwa lata. Po kolejnym roku studiów w Halle, wrócił do Berlina, gdzie od 1775 roku pracował jako referendarz w berlińskim sądzie Kammergericht. W 1779 roku zdał egzamin na prawnika i rozpoczął pracę jako asesor w kamerze wojny i domen Kurmarchii. W 1790 roku został nominowany na radcę, a pięć lat później nominowano go na prezydenta kamery.
W okresie napoleońskiej okupacji Prus i Berlina, po zawarciu traktatu francusko-pruskiego w 1807 roku, von Gerlach został komisarzem Kurmarchii. Po klęsce Prus, struktury państwa załamały się i wymagały sanacji. Von Gerlach jednak nie popierał reform administracyjnych von Steina (1757–1831) i nie został wzięty pod uwagę jako kandydat na stanowisko nadprezydenta, tworzonego w miejsce urzędu komisarza. W proteście von Gerlach złożył swoją dymisję królowi w 1809 roku, który przyjął ją niechętnie. W uznaniu dotychczasowych zasług von Gerlachowi przyznano Order Orła Czerwonego 1. klasy.
Po dymisji, von Gerlach nie wycofał się z życia politycznego i skupił się na polityce lokalnej Berlina. W maju 1809 roku został jednogłośnie wybrany pierwszym nadburmistrzem Berlina po wprowadzeniu nowego prawa miejskiego (niem. Städteordnung) w 1808 roku. Urząd objął w czerwcu, a jego głównym zadaniem była poprawa warunków bytowych ludności oraz sanacja finansów miasta, które uległy zapaści wskutek okupacji francuskiej. Uzyskał odroczenie zapłaty odsetek od ogromnego długu miasta, zgodę na przekierowanie wpływów z podatku akcyzowego na potrzeby miasta oraz na subwencje z budżetu państwowego. Przyczynił się do założenia w 1810 roku Friedrich-Wilhelms-Universität w Berlinie, od 1949 roku Uniwersytetu Humboldtów.
Von Gerlach żonaty był od 1786 roku z Agnes von Raumer, z którą miał pięcioro dzieci:
- Sophie Eleonore (1787–1807), późniejszą żonę Karla von Grolmana
- Gustava Wilhelma (1789–1834)
- Ludwiga Friedricha Leopolda (1790–1861), późniejszego generała piechoty pruskiej i polityka
- Ernsta Ludwiga (1795–1877), późniejszego polityka
- Karla Friedricha Otto (1801–1849), późniejszego teologa i pastora ewangelickiego

## Odznaczenia
- 1809: Order Orła Czerwonego 1. klasy[1]